# Оноре Маж
Оноре Маж (на френски: Honoré Mages) е френски католически духовник, лазарист, мисионер в Македония, дългогодишен преподавател в Солунската българска семинария (гимназия).

## Биография
По народност е французин. Става монах в лазаристкия орден и пристига в мисията в Солун. Преподава 12 години в Солунската българска семинария. След това е директор на Ениджевардарската българска католическа прогимназия и на тази в Кукуш. Подкрепя българската кауза. По-късно живее в Тулуза.